# Eugène Boudin
Eugène Louis Boudin (n. 12 iulie 1824, Honfleur, Basse-Normandie, Franța – d. 8 august 1898, Deauville, Basse-Normandie, Franța) a fost unul dintre primii pictori peisagiști francezi care au pictat în aer liber. Boudin a fost un pictor de scene marine și expert în redarea a tot ceea ce se întâmplă pe mare și de-a lungul țărmurilor sale.
Pastelurile sale, sumare și economice, au adunat splendidul elogiu al lui Baudelaire;  iar Corot l-a numit „Regele cerurilor”.

## Biografie

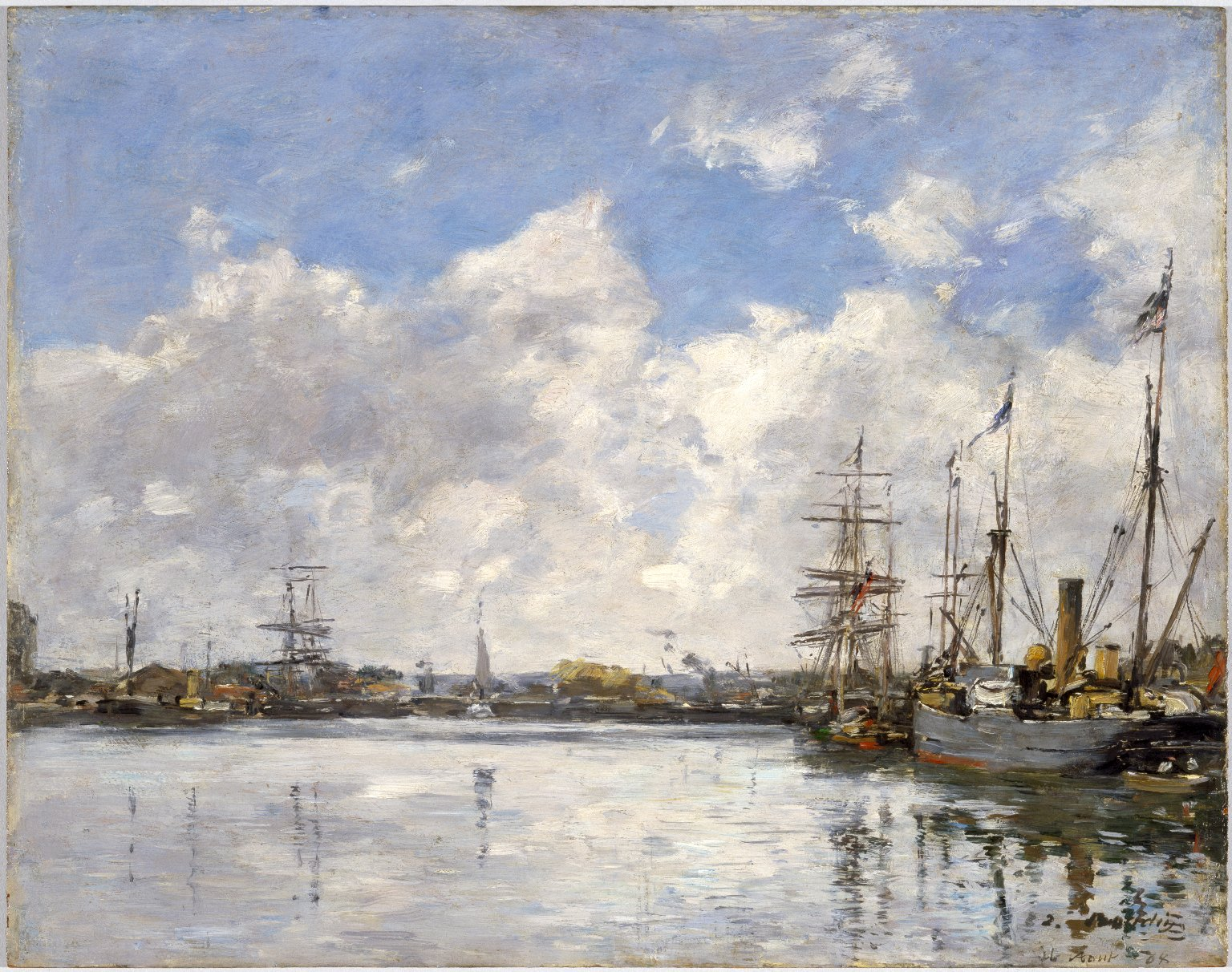
Le Havre, Portul (1884), Muzeul Brooklyn

Născut la Honfleur, Boudin era fiul unui pilot de port, iar la vârsta de 10 ani, tânărul a lucrat pe un vapor cu aburi care circula între Le Havre și Honfleur. În 1835, familia s-a mutat la Le Havre, unde tatăl lui Boudin a deschis un magazin de papetărie și rame. Aici a lucrat tânărul Eugene, deschizându-și ulterior propriul magazin mic. Tatăl lui Boudin abandonase astfel navigația, iar fiul său a renunțat și el, neavând o vocație reală pentru ea, deși a păstrat până în ultimele zile un mare caracter de marinar: sinceritate, accesibilitate și inimă deschisă.
În magazinul său, în care erau înrămate poze, Boudin a intrat în contact cu artiștii care lucrau în zonă și a expus în magazin picturile lui Constant Troyon⁠(d) și Jean-François Millet, care, împreună cu Jean-Baptiste Isabey și Thomas Couture pe care i-a cunoscut în acest timp, l-au încurajat pe tânărul Boudin să urmeze o carieră artistică. La 22 de ani a abandonat lumea comerțului, a început să picteze tot timpul și a călătorit la Paris în anul următor și apoi prin Flandra. În 1850 a câștigat o bursă care i-a permis să se mute la Paris, unde s-a înscris ca student în atelierul lui Eugène Isabey și a lucrat drept copist la Luvru. Pentru a-și completa veniturile, s-a întors adesea să picteze în Normandia și, din 1855, a făcut excursii regulate în Bretania. La 14 ianuarie 1863 s-a căsătorit cu bretona de 28 de ani Marie-Anne Guédès în Le Havre și și-a stabilit casa la Paris.

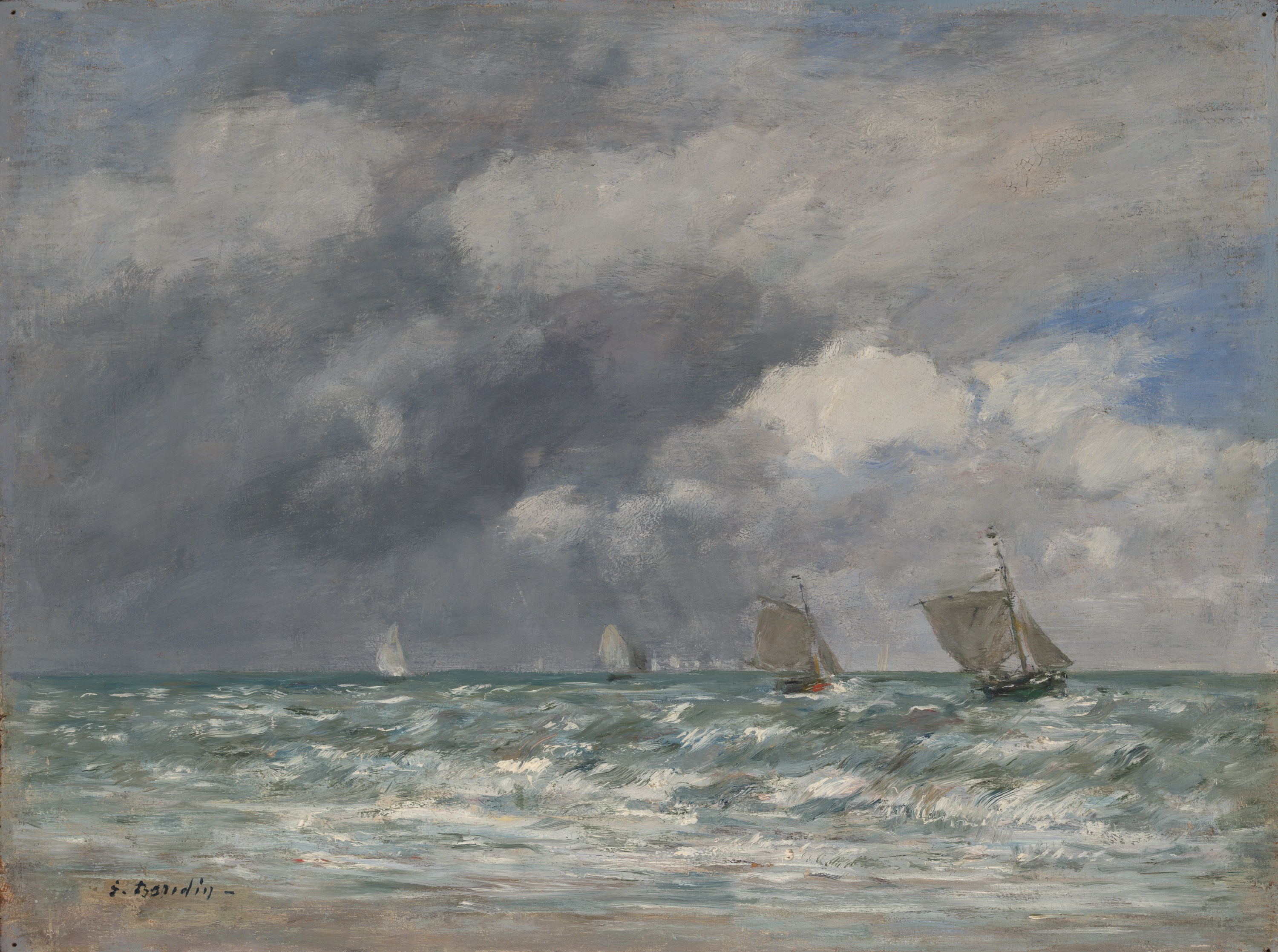
Bărci cu pânze la Trouville (1884), Galeria de Artă a Universității Yale, Colecția domnului și doamnei Paul Mellon

Maeștrii olandezi din secolul al XVII-lea l-au influențat profund și, la întâlnirea cu pictorul olandez Johan Jongkind⁠(d), care își lăsase deja amprenta în cercurile artistice franceze, Boudin a fost sfătuit de noul său prieten să picteze în aer liber (En plein air⁠(d)). A mai lucrat cu Troyon și Isabey, iar în 1859 l-a întâlnit pe Gustave Courbet, care l-a prezentat lui Charles Baudelaire, primul critic care a adus talentele lui Boudin în atenția publicului când artistul și-a făcut debutul la Salonul de la Paris în 1859.
În 1857-1858, Boudin s-a împrietenit cu tânărul Claude Monet, pe atunci în vârstă de doar 18 ani, și l-a convins să renunțe la desenele sale caricaturale din adolescență și să devină pictor peisagist, ajutându-l să-i insufle mai târziu dragostea pentru nuanțe strălucitoare și jocul luminii pe apă evidente în picturile impresioniste ale lui Monet. Cei doi au rămas prieteni de-o viață, iar Monet a adus mai târziu un omagiu influenței timpurii a lui Boudin. Boudin s-a alăturat lui Monet și tinerilor săi prieteni la prima expoziție impresionistă din 1873, dar niciodată nu s-a considerat un radical sau inovator.
Atât Boudin, cât și Monet au trăit în străinătate în timpul războiului franco-prusac din 1870–71, Boudin în Anvers și Monet în Londra; din 1873 până în 1880 soții Boudin au locuit la Bordeaux. Reputația sa în creștere i-a permis să călătorească mult în acea perioadă, vizitând Belgia, Țările de Jos și sudul Franței. A continuat să expună la Saloanele de la Paris, primind o medalie de locul trei la Salonul de la Paris din 1881 și o medalie de aur la Expoziția Universală din 1889. În 1892, Boudin a fost numit cavaler al Legiunii de Onoare, o recunoaștere oarecum târzie a talentelor sale și a influenței asupra artei contemporanilor săi.
Spre sfârșitul vieții sale, după moartea soției sale în 1889, Boudin a petrecut fiecare iarnă în sudul Franței ca refugiu din cauza stării de sănătate, iar din 1892 până în 1895 a făcut excursii regulate la Veneția. În 1898, recunoscând că viața lui era aproape terminată, s-a întors la casa sa din Deauville, pentru a muri pe 8 august, în apropierea Canalului Mânecii și sub cerul Canalului pe care îl pictase atât de des. A fost înmormântat conform dorințelor sale în Cimitirul Saint-Vincent din Montmartre, Paris.

## Moștenire

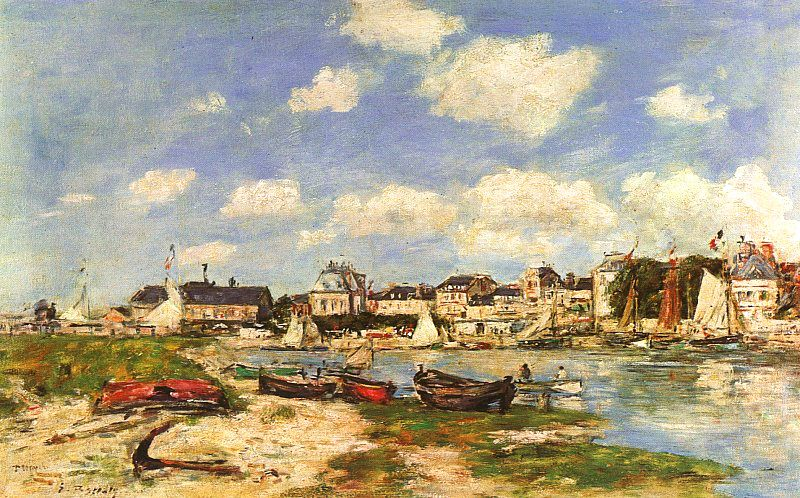
Trouville, 1864
Plaja de la Villerville, 1864. Ulei pe pânză. Galeria Națională de Artă, Washington DC ( Zoomview ).
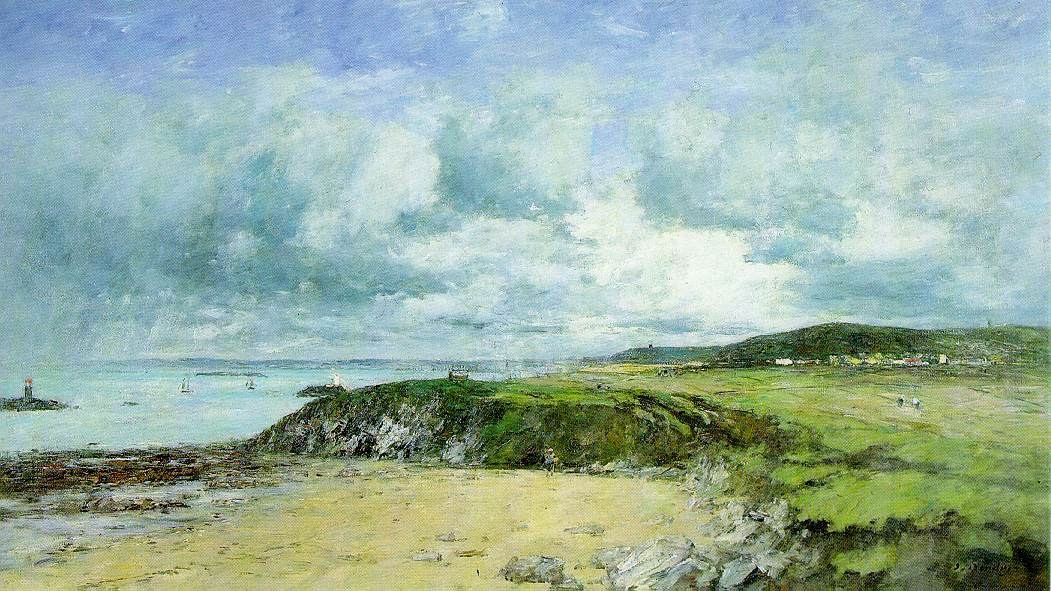
Rivage de Pontrieux, Cotes-du-Nord, 1874
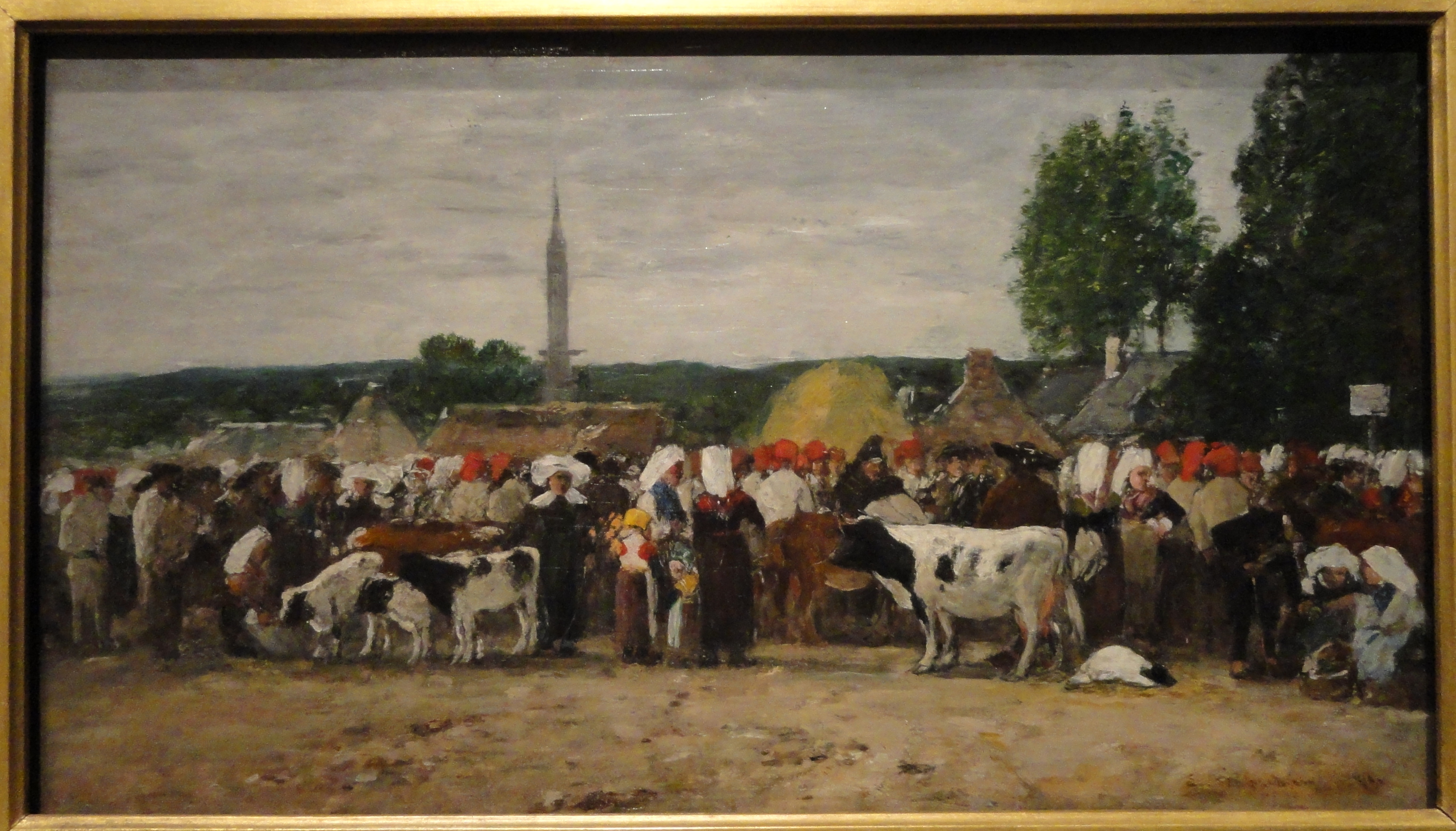
Târg în Bretania, una dintre picturile lui Boudin „Bretania” (1874), Galeria de Artă Corcoran⁠(d)
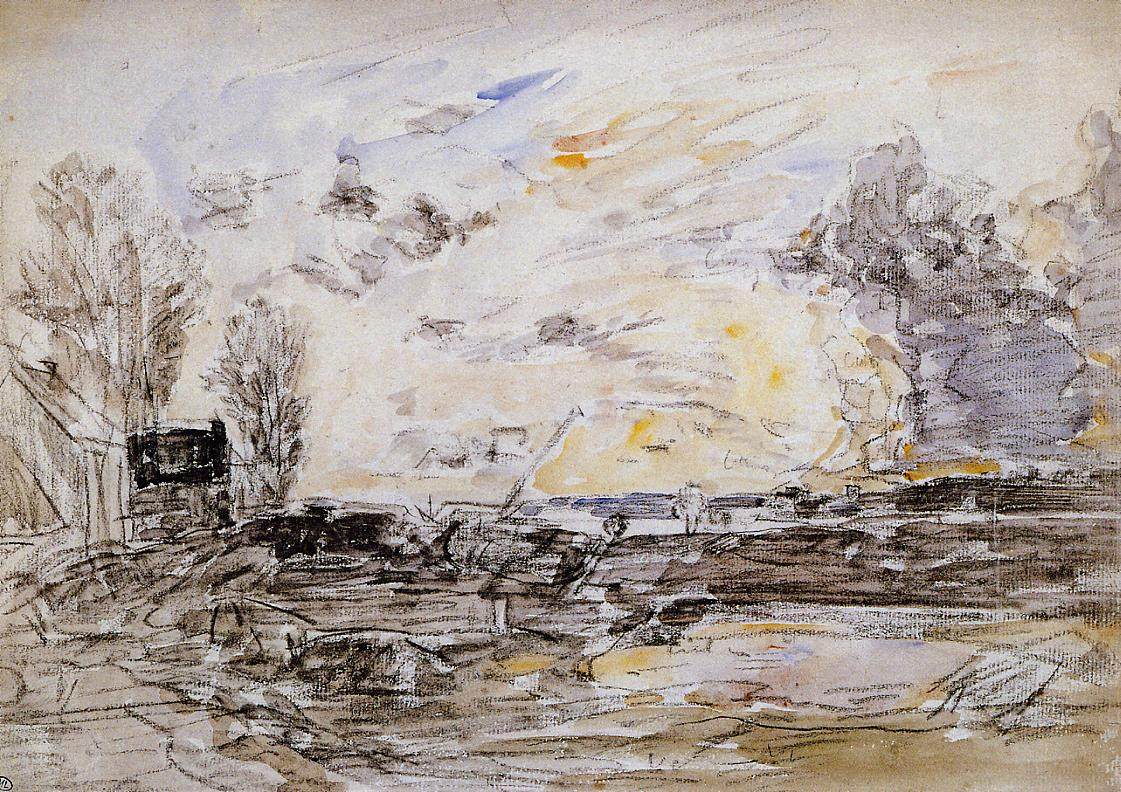
Peisaj cu apus . 1880–1890. Acuarelă. Muzeul d'Orsay, Paris
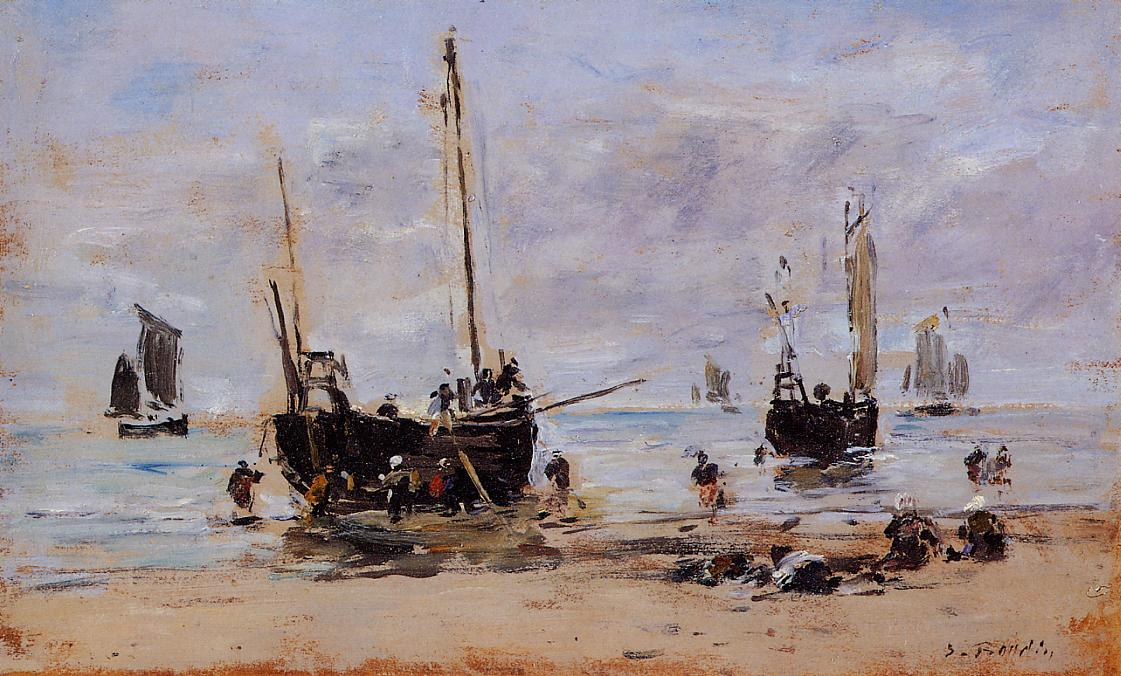
Berck, Pescarii la reflux
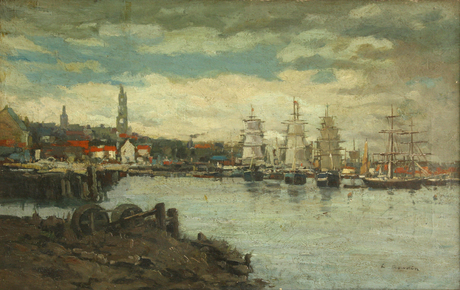
Port maritim, Galeria Națională a Armeniei⁠(d)
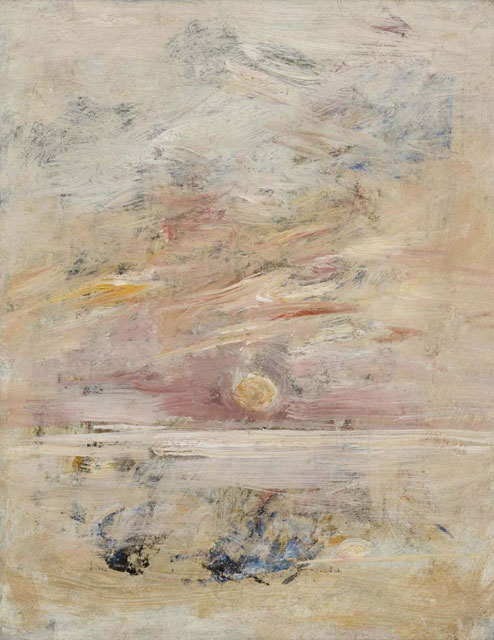
Studiul cerului, c. 1888–1895, Musée Malraux⁠(d), Le Havre
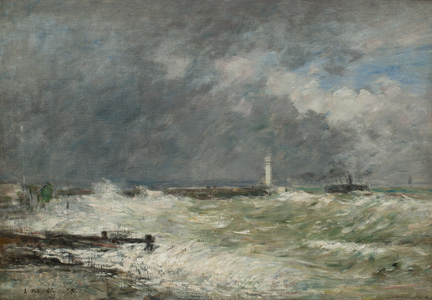
Entrée des jetées du Havre par gros temps, 1895, Musée Malraux⁠(d), Le Havre
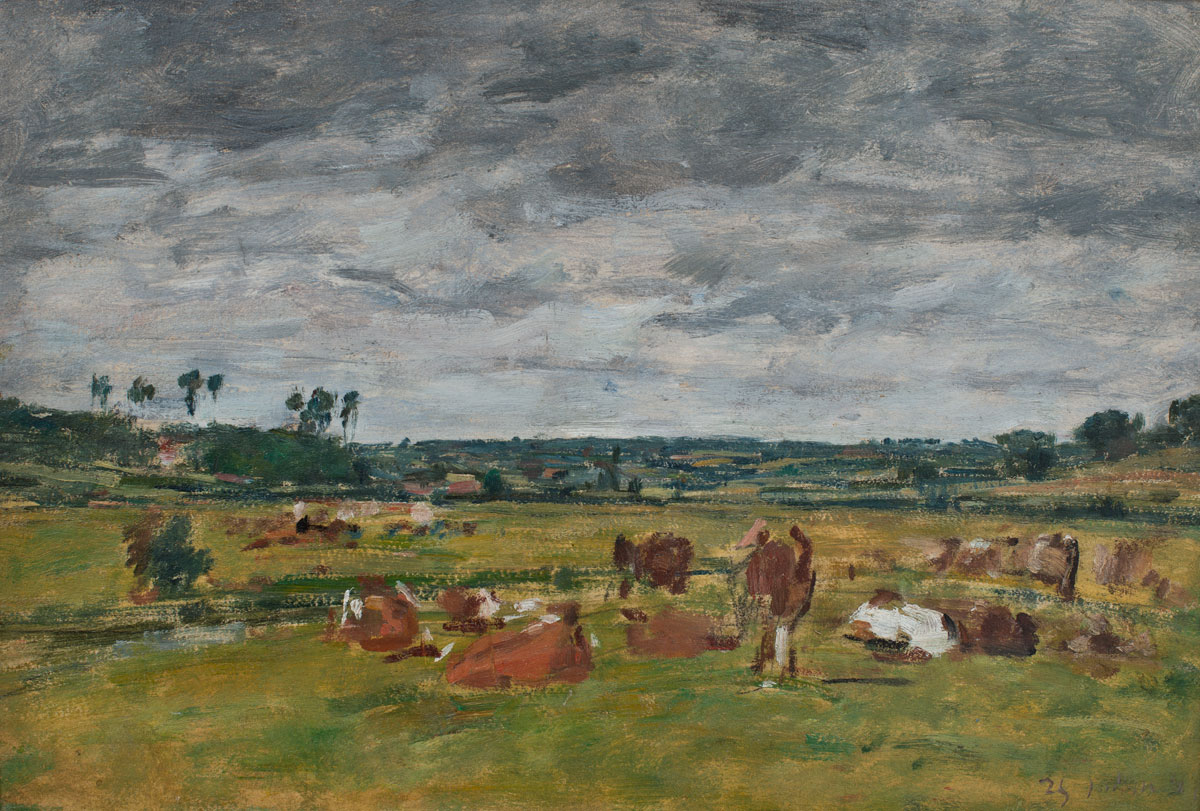
Peisaj cu vaci, 1881, Musée Malraux⁠(d), Le Havre
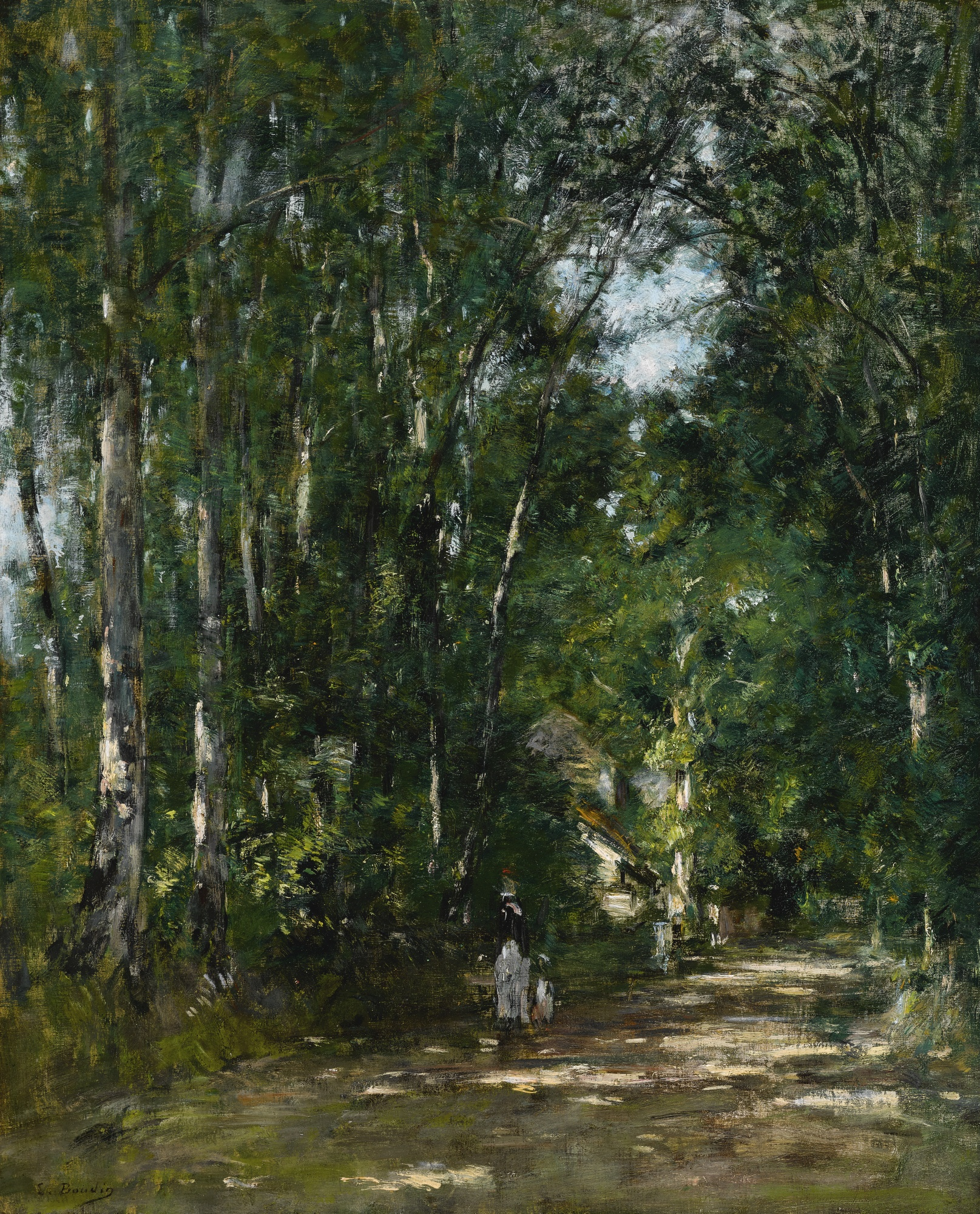
Environs De Trouville, Allée Sous Bois . 1880–1885. Ulei pe panza
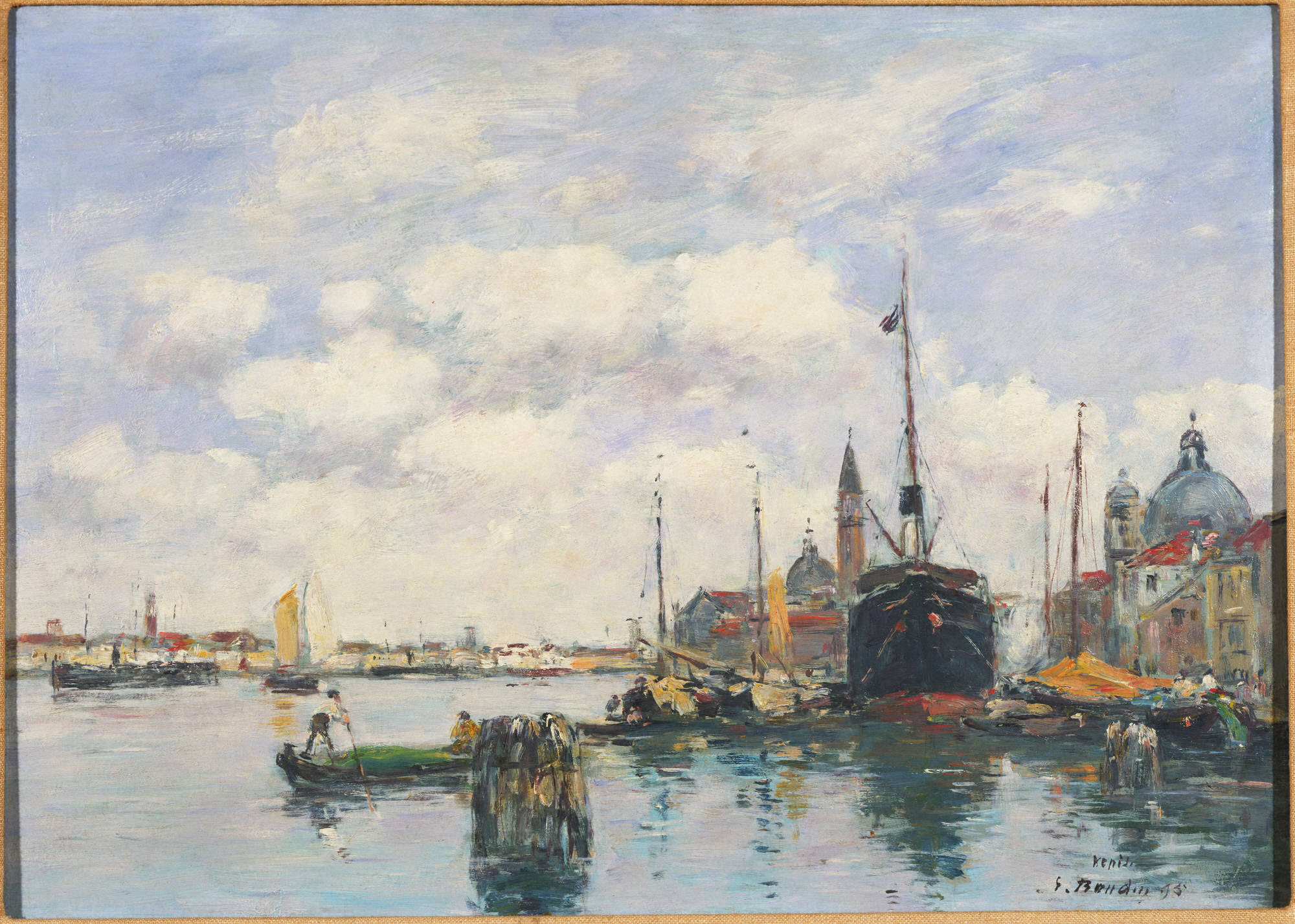
Veneția-Peisaj marin la Giudecca (1895), Muzeul de Artă al Universității Princeton⁠(d)

Premiul Eugène Boudin este un premiu acordat de Société Nationale des Beaux-Arts. 
Printre laureații acestui premiu au fost nominalizați următorii pictori:
- Maurice Boitel, în 1989.